# Декабрь 2015 года

Список событий декабря 2015 года.

## События
- 1 декабря
  - Премьер-министр Турции Ахмет Давутоглу призвал открыть военные каналы связи с РФ для предотвращения инцидентов[1]
- 2 декабря
  - В Брюсселе на встрече министров иностранных дел стран-членов НАТО Черногория получила приглашение вступить в НАТО[2].
  - С космодрома Куру во французской Гвиане при помощи ракеты-носителя «Вега» Европейское космическое агентство отправило на околоземную орбиту аппарат LISA Pathfinder, в ходе полёта которого отрабатываются технологии для поиска гравитационных волн[3].
- 3 декабря
  - Великобритания начала наносить авиаудары по позициям «Исламского государства» в Сирии, после того как эта операция была одобрена парламентом[4].
- 4 декабря
  - Немецкие парламентарии приняли решение разрешить вооружённым силам Германии напрямую принять участие в борьбе против террористической группировки «Исламское государство» в Сирии в рамках возглавляемой США коалиции[5].
- 6 декабря
  - Турецкая оборонная компания Aselsan и украинский Укроборонпром начали переговоры о кооперации для модернизации танков, артиллерии и броневиков[6].
  - Конституционный референдум в Армении о переходе от президентской к парламентской форме правления[7]. За парламентскую форму правления проголосовали 63,35 % избирателей[8].
- 7 декабря
  - Власти Пекина впервые ввели наивысший — «красный» — уровень экологической тревоги в связи с угрозой сильного смога, правительство предписало приостановить все строительные работы и закрыть все школы[9][10].
  - Японский зонд «Акацуки» вышел на орбиту Венеры, через пять лет после неудачной первой попытки[11].
  - Графство Камбрия (Великобритания) накрыло мощное наводнение, вызванное в результате шторма Десмонд[англ.][12].
- 8 декабря
  - Последний участник штурма Рейхстага в мае 1945 года скончался в Санкт-Петербурге[13].
- 9 декабря
  - Человеком года по версии журнала Time названа Ангела Меркель[14].
  - Исследователи Квантовой лаборатории искусственного интеллекта Google и NASA объявили, что квантовый компьютер D-Wave действительно функционирует с использованием явлений квантовой суперпозиции и квантовой запутанности[15].
- 10 декабря
  - Ким Чен Ын заявил о наличии у КНДР водородной бомбы[16].
  - Немецкие исследователи в Грайфсвальде запустили тестовую установку ядерного синтеза, стелларатор Wendelstein 7-X[17].
- 11 декабря
  - В СПГ-терминал, расположенный в польском городе Свиноуйсьце, прибыл первый танкер со сжиженным природным газом из Катара[18].
- 12 декабря
  - Гамбия стала пятой исламской республикой[19].
  - В результате подрыва автомобиля на трассе Первомайск — Стаханов погиб командующий одного из подразделений Луганской Народной Республики Павел Дрёмов[20].
  - В Пекине был отменён концерт северокорейской поп-группы «Моранбон», который должен был продемонстрировать укрепление отношений между Китаем и КНДР[21].
- 14 декабря
  - Саудовская Аравия объявила о создании исламской антитеррористической коалиции со штабом в Эр-Рияде, в которую вошли 34 страны[22].
- 15 декабря
  - Режим прекращения огня вступил в силу в Йемене[23].
  - В библиотеке украинской литературы в Москве прошёл очередной обыск. Правоохранительные органы подозревают сотрудников библиотеки в распространении книг, признанных в РФ экстремистскими[24].
  - После проведения забастовки дальнобойщиков штрафы за неоплаченный проезд по федеральным трассам снижены в 90 раз[25].
- 18 декабря
  - На Ленинградской атомной электростанции в городе Сосновый Бор произошла авария в турбинном зале. Остановлен реактор второго энергоблока[26].
- 19 декабря
  - Правительства Пакистана и Ливана оказались не в курсе того, что их страны якобы входят в новую антитеррористическую коалицию во главе с Саудовской Аравией, о создании которой было объявлено 14 декабря. Сомнение о возможном вхождение в коалицию высказала Индонезия, а Малайзия уже заявила, что точно не будет участвовать в военных операциях[27].
  - Граждане Руанды проголосовали на референдуме за принятие поправок к конституции страны, которые позволят действующему президенту Полю Кагаме оставаться у власти до 2034 года[28].
- 20 декабря
  - Всеобщие выборы в Испании[29]. Правящая консервативная Народная партия премьера Испании Мариано Рахоя победила, однако не удержала большинство мест в парламенте и была вынуждена формировать коалицию[30][31].
  - В результате взрыва газа в 9-этажном жилом доме в Волгограде погибли 4 человека[32], 11 пострадали, здание не подлежит восстановлению[33].
  - В городе Шэньчжэнь с огромной горы строительного мусора на окраине индустриального парка Хэнтаюй сошёл оползень, 91 человек числится пропавшим без вести, повреждены или уничтожены 33 здания, включая 14 заводских корпусов[34].
- 21 декабря
  - C космодрома Байконур стартовал первый грузовой космический корабль «Прогресс МС-01» новой серии[35].
  - Центральный банк Азербайджана объявил о переходе на плавающий курс маната, объяснив своё решение резким сокращением валютных поступлений в экономику страны. Вследствие этого произошло резкое падение стоимости маната[36].
  - Президент Международной федерации футбола Йозеф Блаттер и президент Союза европейских футбольных ассоциаций Мишель Платини отстранены от футбольной деятельности на восемь лет[37].
  - В конкурсе «Мисс Вселенная» победила представительница Филиппин Пиа Алонсо Вуртцбах[38].
- 22 декабря
  - Иракские войска начали крупное наступление на город Рамади, который с мая находится под контролем боевиков экстремистской группировки «Исламское государство»[39].
  - Американская частная компания SpaceX осуществила первое в истории управляемое приземление ракеты-носителя[40].
  - Госдума приняла закон, который приостанавливает действие договора о зоне свободной торговли в отношении Украины[41].
- 23 декабря
  - Международная группа хакеров Anonymous объявила кибервойну Турции. Взломщики утверждают, что Анкара поддерживает террористов, покупает у них нефть и лечит в больницах. За последнюю неделю сторонники Anonymous вывели из строя до 40 тысяч интернет-сайтов по всей Турции[42].
  - На Великобританию обрушился шторм «Ева»[англ.][43].
- 25 декабря
  - В России председатель Синодального отдела по взаимоотношениям Церкви и общества протоиерей Всеволод Чаплин, известный неоднозначными публичными заявлениями, был отстранён со своего поста[44].
  - В городе Нневи (Нигерия) при взрыве на газовом заводе погибли более 100 человек.[45]
  - Первый за десять лет визит премьер-министра Индии в Пакистан[46]
  - Официально создан инициированный Китаем Азиатский банк инфраструктурных инвестиций, с получением грамот о ратификации статей соглашения банка от 17 государств-учредителей[47].
- 27 декабря
  - Япония и Корея достигли соглашения по одному из самых болезненных вопросов в отношениях двух стран после Второй мировой войны. Япония признала ответственность за сексуальную эксплуатацию корейских женщин в годы войны[48].
  - На американский штат Техас обрушились торнадо[англ.], жертвами которых стали не менее 11 человек[49].
- 28 декабря
  - При загадочных обстоятельствах умер основатель дистрибутива Debian GNU/Linux, один из разработчиков Open Source Ян Мёрдок[50].
- 29 декабря
  - «Газпром» отменил тендер на строительство 822 км газопровода «Силы Сибири» стоимостью 156 млрд руб[51].
  - Стало известно о нескольких громких отставках в органах власти Крыма: в частности, в отставку подали министры финансов и промышленной политики, а также председатель Заксобрания Севастополя Алексей Чалый[52].
- 30 декабря
  - Лидеры России, Франции, Украины и Германии провели телефонную беседу, итогом которой стало продление минских соглашений, срок которых должен был истечь 31 декабря, ещё на год[53].
  - ИЮПАК официально признал открытие химических элементов № 113, 115, 117 и 118[54].
  - В должность премьер-министра Грузии вступил Георгий Квирикашвили[55].